# Dynastes
Dynastes (лат.) — род крупных жуков, семейства Пластинчатоусые,

## Описание
Длина тела, обычно, от 4,8 до 8 см. Отдельные особи Dynastes hercules могут достигать длины 17 см. У самцов от переднеспинки отходит длинный рог, направленный вперёд. Под рогом находится пучок жёлтых щетинок. Головной рог направлен вперёд. Чуть выше этого рога имеются один или несколько зубчиков. Самка без «рогов». Лоб самок с одним бугорком. Надкрылья зеленовато-жёлтые с чёрными точками или чёрные.

## Классификация
Род разделяют на два подрода Theogenes и Dynastes. Ближайшим родом является Megasoma. Род Dynastes включает следующие виды:
Подрод Theogenes Burmeister, 1847
- Dynastes neptunus (Quensel in Schönherr, 1805) — Южная Америка, Колумбия.
- Dynastes satanas (Moser, 1909) — Боливия.

Подрод Dynastes MacLeay, 1819
- Dynastes bleuzeni Silvestre & Dechambre, 1995 — Гвианское плоскогорье.
- Dynastes grantii (Horn, 1870) — США, Аризона.
- Dynastes ecuatorianus Ohaus, 1913 — Эквадор, Колумбия и Перу.
- Dynastes hercules (Linnaeus, 1758) — Жук-геркулес typus — Гваделупа и Доминика. На основании морфологических и молекулярных данных вид разделен на несколько самостоятельных видов[4].
- Dynastes hyllus (Chevrolat, 1843) — Мексика, Белиз, Гондурас, Гватемала, Никарагуа.
- Dynastes lichyi Lachaume, 1985 — Эквадор и Перу
- Dynastes maya (Hardy, 2003) — Мексика, Гватемала.
- Dynastes moroni Nagai, 2005 — Мексика.
- Dynastes morishimai Nagai, 2002 — Боливия.
- Dynastes occidentalis Lachaume, 1985 — Эквадор и Колумбия.
- Dynastes paschoali Grossi and Arnaud, 1993 — Бразилия (штаты Баия и Эспириту-Санту).
- Dynastes septentrionalis Lachaume, 1985 — Центральная Америка.
- Dynastes reidi Chalumeau, 1977 — острова Мартиника и Сент-Люсия
- Dynastes tityus (Linnaeus, 1763) — США.
- Dynastes trinidadensis Chalumeau and Reid, 1995 — Тринидад и Тобаго

- Dynastes granti
- Dynastes hercules lichyi
- Dynastes hercules ecuatorianus
- Dynastes hyllus
- Dynastes tityus
- Dynastes neptunus

## Распространение
Представители рода встречаются распространенный в Мексике, США, Центральной и Южной Америке и на Антильских островах.